# Cantonul Montfaucon-Montigné
Cantonul Montfaucon-Montigné este un canton din arondismentul Cholet, departamentul Maine-et-Loire, regiunea Pays de la Loire, Franța.

## Comune
- Le Longeron
- Montfaucon-Montigné (reședință)
- La Renaudière
- La Romagne
- Roussay
- Saint-André-de-la-Marche
- Saint-Crespin-sur-Moine
- Saint-Germain-sur-Moine
- Saint-Macaire-en-Mauges
- Tillières
- Torfou